# W.C. Handy
William Christopher Handy (16. november 1873 – 28. marts 1958) var en blues komponist og musiker. Han er ofte kaldt «The father of blues» og hans mest kendte komposition er Saint Louis Blues fra 1912.
- Wikimedia Commons har flere filer relateret til W.C. Handy